# 屈尔
屈尔（法語：Cures，法語發音：[kyʁ]）是法国萨尔特省的一个市镇，属于马梅尔斯区。

## 地理
屈尔（48°6'1"N, 0°0'18"W）面积11.5 平方千米，位于法国卢瓦尔河地区大区萨尔特省，该省份为法国西北部内陆省份，北起顺时针与奥恩省、厄尔-卢瓦省、卢瓦-谢尔省、安德尔-卢瓦尔省、曼恩-卢瓦尔省和马耶讷省接壤，是法国大西部的入口，连接卢瓦尔河谷、布列塔尼和巴黎盆地。
与屈尔接壤的市镇（或旧市镇、城区）包括：孔利、拉坎特、德格雷、拉瓦尔丹、栋夫龙昂香槟、贝尔奈讷维昂香槟。

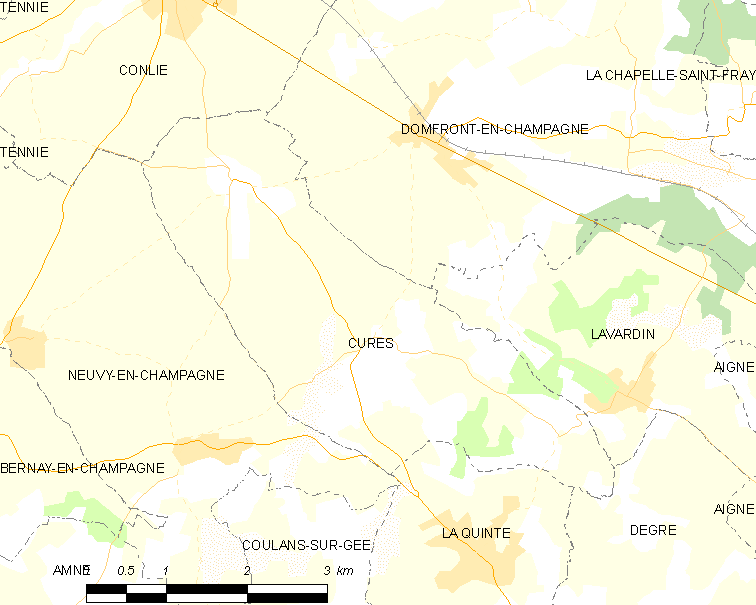
屈尔的OSM定位图

屈尔的时区为UTC+01:00、UTC+02:00（夏令时）。

## 行政
屈尔的邮政编码为72240，INSEE市镇编码为72111。

## 政治
屈尔所属的省级选区为卢埃县。

## 人口

1962-2008年间屈尔人口变化图示

屈尔于2022年1月1日时的人口数量为490人。